# Wyżyna Berounki
Wyżyna Berounki (czes. Poberounská subprovincie lub Poberounská soustava) – podprowincja w obrębie Masywu Czeskiego, leżąca w jego środkowo-zachodniej części.
Obejmuje środkowo-zachodnią część Czech.
Najwyższym wzniesieniem jest Tok w Brdach.
Leży w dorzeczu Berounki, dopływu Łaby.
Graniczy od północnego zachodu z Krainą Rudaw (czes. Krušnohorská subprovincie), od północnego wschodu z Płytą Czeską (czes. Česká tabule), od południowego wschodu z Wyżyną Czeskomorawską (czes. Česko-moravská subprovincie), a od południa i południowego zachodu z Krainą Szumawską (czes. Šumavská subprovincie).

## Podział
Wyżyna Berounki:
- Region Brdy (czes. Brdská oblast)
  - Džbán (czes. Džbán)
  - Równina Praska (czes. Pražská plošina)
  - Wyżyna Krzywoklatska (czes. Křivoklátská vrchovina)
  - Pogórze Horzowickie (czes. Hořovická pahorkatina)
  - Grzbiet Brdy (czes. Brdská vrchovina)

- Wzgórza Pilzneńskie (czes. Plzeňská pahorkatina)
  - Pogórze Rakownickie (czes. Rakovnická pahorkatina)
  - Pogórze Plaskie (czes. Plaská pahorkatina)
  - Wyżyna Szwichowska (czes. Švihovská vrchovina)

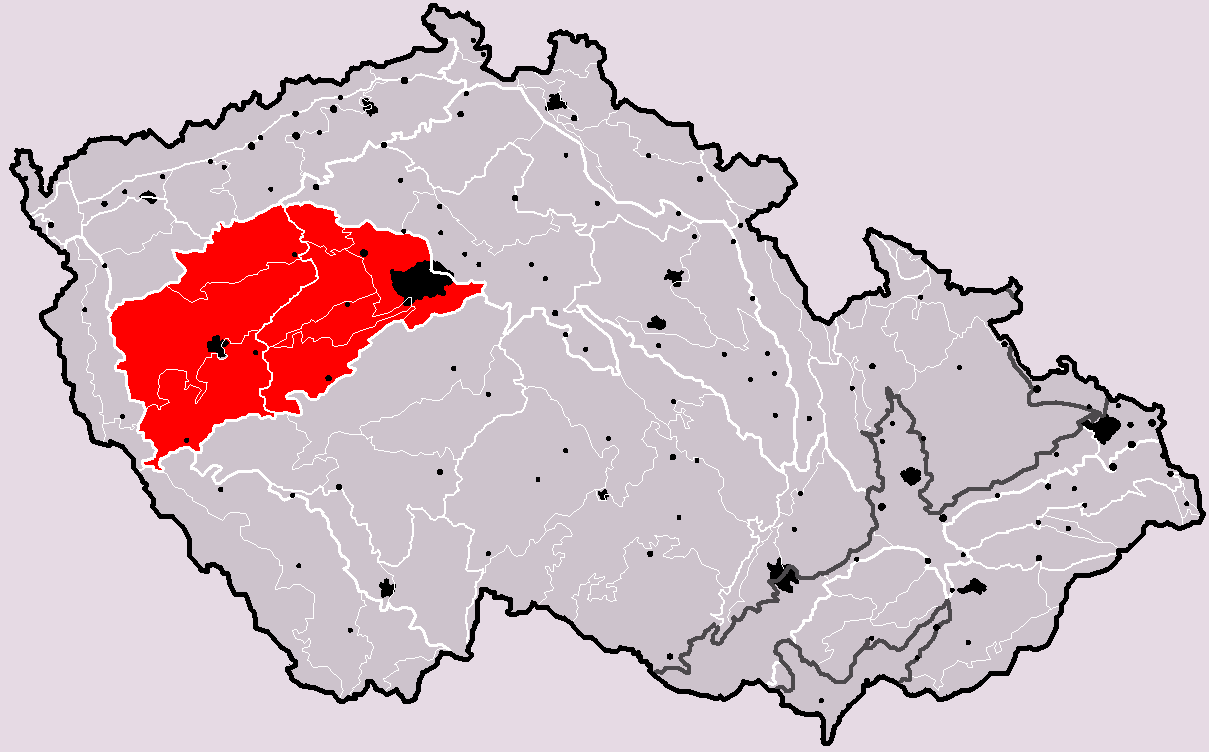
Położenie Wyżyny Berounki